# John Bryan (directeur artistique)
Pour les articles homonymes, voir Bryan et John Bryan.
John Bryan est un directeur artistique, un chef décorateur et un producteur britannique né le 12 août 1911 à Londres (Angleterre) et mort le 10 juin 1969 dans le Surrey (Angleterre).

## Biographie
John Bryan commence à travailler dès l'âge de 16 ans comme apprenti, chez des décorateurs de théâtre. Il est alors remarqué par Laurence Irving, qui l'engage comme assistant, et avec lequel il travaille sur Diamond Cut Diamond et Le Colonel Blood (en). Plus tard il devient assistant de Vincent Korda, sur Les Mondes futurs.
Pendant la guerre, il travaille au camouflage, mais aussi à plusieurs productions importantes de Gainsborough Pictures. Après la guerre, il travaille pour Cineguild Productions (en), notamment sur les films de David Lean.
Pendant les années 1950 et 1960, il devient producteur. Il est membre du jury présidé par Robert Aldrich à la Berlinale 1959.

## Filmographie

### Directeur artistique
- 1934 : Le Colonel Blood (en) de W.P. Lipscomb
- 1936 : La Conquête de l'air  (The Conquest of the Air) de (un collectif)
- 1936 : Les Mondes futurs (Things to Come) de William Cameron Menzies (assistant, non crédité)
- 1936 : Hearts of Humanity (en) de John Baxter
- 1936 : The Captain's Table (en) de Percy Marmont
- 1937 : Talking Feet (en) de John Baxter
- 1938 : La Poupée vivante (en) (Stepping Toes) de John Baxter
- 1938 : Pygmalion de Anthony Asquith et Leslie Howard
- 1939 : Cette nuit-là (On the Night of the Fire) de Brian Desmond Hurst
- 1939 : L'Inspecteur Hornleigh (en) (Inspector Hornleigh) de Eugene Forde
- 1939 : La Vie d'une autre (en) (Stolen Life) de Paul Czinner
- 1940 : The Spider de Maurice Elvey
- 1941 : Dangerous Moonlight (en) de Brian Desmond Hurst
- 1941 : La Commandante Barbara (Major Barbara) de Gabriel Pascal
- 1942 : King Arthur Was a Gentleman (en) de Marcel Varnel
- 1943 : The Adventures of Tartu de Harold S. Bucquet
- 1943 : Ceux de chez nous (Millions Like Us) de Sidney Gilliat et Frank Launder
- 1943 : Dear Octopus (en) de Harold French
- 1944 : Deux mille femmes (en) de Frank Launder
- 1944 : Love Story de Leslie Arliss
- 1944 : Time Flies (en) de Walter Forde
- 1944 : L'Homme fatal (Fanny by Gaslight) de Anthony Asquith
- 1945 : César et Cléopâtre (Caesar and Cleopatra) de Gabriel Pascal
- 1945 : Le Masque aux yeux verts (The Wicked Lady) de Leslie Arliss
- 1946 : Caravane (en) de Arthur Crabtree

### Chef décorateur
- 1937 : The Song of the Road (en) de John Baxter
- 1946 : Les Grandes Espérances (Great Expectations) de David Lean
- 1946 : L'Archet magique de Bernard Knowles
- 1947 : Je cherche le criminel (Take My Life) de Ronald Neame
- 1947 : L'Arriviste (en) de Brock Williams
- 1948 : Jusqu'à ce que mort s'ensuive (Blanche Fury) de Marc Allégret
- 1948 : Oliver Twist de David Lean
- 1949 : Les Amants passionnés (The Passionate Friends) de David Lean
- 1950 : Madeleine de David Lean
- 1950 : La Salamandre d'or (Golden Salamander) de Ronald Neame
- 1951 : La Boîte magique (The Magic Box) de John Boulting
- 1951 : Pandora (Pandora and the Flying Dutchman) de Albert Lewin
- 1964 : Becket de Peter Glenville
- 1968 : La Grande Catherine (Great Catherine) de Gordon Flemyng

### Producteur
- 1952 : Trois Dames et un as (The Card) de Ronald Neame
- 1954 : La Flamme pourpre (The Purple Plain) de Robert Parrish
- 1954 : L'Homme au million (The Million Pound Note) de Ronald Neame
- 1956 : Le Jardinier espagnol (The Spanish Gardener) de Philip Leacock
- 1957 : Alerte en Extrême-Orient (Windom's Way) de Ronald Neame
- 1957 : Faux Policiers de Clive Donner
- 1958 : De la bouche du cheval (The Horse's Mouth) de Ronald Neame
- 1960 : There Was a Crooked Man (Faut que ça saute[source insuffisante]) de Stuart Burge
- 1961 : The Girl on the Boat de Henry Kaplan
- 1963 : Une Tahitienne au collège (en) (Tamahine) de Philip Leacock
- 1966 : Le renard s'évade à trois heures (Caccia alla volpe) de Vittorio De Sica
- 1968 : Les Touchables (The Touchables) de Robert Freeman

## Analyse
Selon certains,, il est considéré comme un des chefs décorateurs/directeurs artistiques les plus doués de sa génération, et certains des plus somptueux mélodrames de Gainsborough Pictures des années 1940 doivent beaucoup à son style.
Quel que soit le talent que l'on puisse lui reconnaître, il doit être mis en valeur par une étroite collaboration avec le directeur de la photographie. Son travail avec Guy Green sur Les Grandes Espérances de David Lean en est un très bon exemple.

## Distinctions

### Récompenses
- Mostra de Venise 1948 : Meilleurs décors pour Oliver Twist
- Oscars 1948 : Oscar des meilleurs décors pour Les Grandes Espérances
- BAFTA 1965 : meilleurs décors pour Becket
- Oscars 1965 : Oscar des meilleurs décors pour Becket, conjointement avec Maurice Carter, Patrick McLoughlin et Robert Cartwright

### Nominations
- Oscars 1947 : Oscar des meilleurs décors pour César et Cléopâtre